# Werneria bambutensis
Werneria bambutensis är en groddjursart som först beskrevs av Jean-Louis Amiet 1972. Werneria bambutensis ingår i släktet Werneria och familjen paddor. Inga underarter finns listade i Catalogue of Life.
Arten förekommer med två mindre populationer i nordvästra Kamerun. Den lever i bergstrakten Monts Bambouto mellan 1750 och 2600 meter över havet. Habitatet utgörs av snabb flytande vattendrag i klippiga områden. Vuxna exemplar besöker även skogar, gräsmarker och områden med bambu nära vattendragen.
Skogarna som besöks tillfälligt hotas av omvandling till jordbruksmark och gräsmarkerna används som betesmark vilket påverkar beståndet negativt. Dessutom minskar gödsel vattnets kvalitet. Oklart är hur arten klarar klimatförändringar. Ett mindre reservat blev inrättat men skyddsreglerna kontrolleras inte noga. IUCN uppskattar att hela populationen minskade med 80 procent under de gångna tio åren (räknat från 2018) och listar Werneria bambutensis som akut hotad (CR).